# Сычуаньское землетрясение (2008)
Сычуаньское землетрясение (кит. 四川大地震) — разрушительное землетрясение, произошедшее в понедельник 12 мая 2008 года в 14:28:01.42 по Пекинскому времени (06:28:01.42 UTC) в китайской провинции Сычуань. Магнитуда землетрясения составила 8 Mw согласно данным Китайского сейсмологического бюро и 7,9 Mw (по Рихтеру) по данным Геологической службы США. Эпицентр зафиксирован в 75 км от столицы провинции Сычуань города Чэнду, гипоцентр — на глубине 19 км. Это землетрясение также известно как Вэньчуаньское (кит. 汶川大地震), поскольку эпицентр землетрясения приходится на уезд Вэньчуань. Землетрясение ощущалось в Пекине (удаление 1,500 км) и Шанхае (1,700 км), где тряслись офисные здания и началась эвакуация. Его почувствовали и в соседних странах: Индии, Пакистане, Таиланде, Вьетнаме, Бангладеш, Непале, Монголии и России.

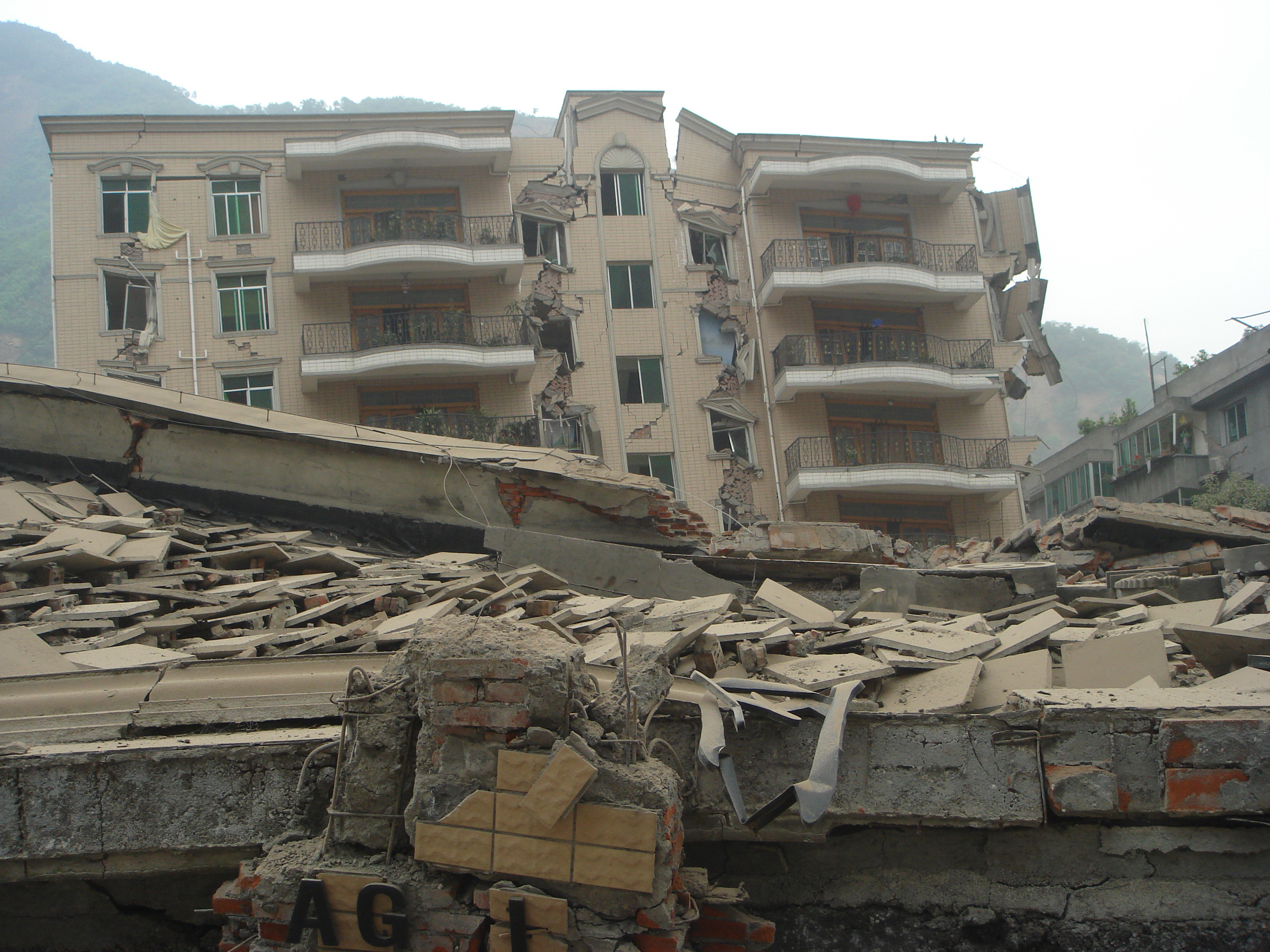
Разрушенное здание банка в Бэйчуань

Официальные источники заявляют, что на 4 августа 2008 погибло 69 197 человек, пропало без вести порядка 18 тыс. человек, 288 431 пострадало.
Землетрясение произошло в сейсмически активном разломе Лунмэньшань, который проходит по западному краю Сычуаньской котловины, отделяя её от Сино-Тибетских гор.
Художник Ай Вэйвэй получил тюремный срок за публикацию не попавшей в официальную статистику информации о погибших, а также за расследование коррупции в местных властях, повлёкшей строительство сейсмоуязвимых зданий.
Эстафета Олимпийского огня 2008 года была приостановлена в память о погибших в этом стихийном бедствии людей, а школьник Линь Хао, спасший двух своих товарищей из-под развалин после Сычуаньского землетрясения 2008 года, получил право вынести флаг Китая на церемонии открытия домашних Олимпийских игр вместе с легендой китайского баскетбола Яо Мином.
В связи с массовым распространением мобильных фото- и видеокамер, а также автомобильных регистраторов впервые были надежно зарегистрированы необычные оптические атмосферные явления (сполохи, лучи, необычные радуги) незадолго до землетрясения.